# Qiu Shengjiong
Qiu Shengjiong (1 de setembro de 1985) é um futebolista profissional chinês que atua como goleiro.

## Carreira
Qiu Shengjiong representou a Seleção Chinesa de Futebol nas Olimpíadas de 2008, quando atuou em casa.